# Zu den drei goldenen Schlüsseln

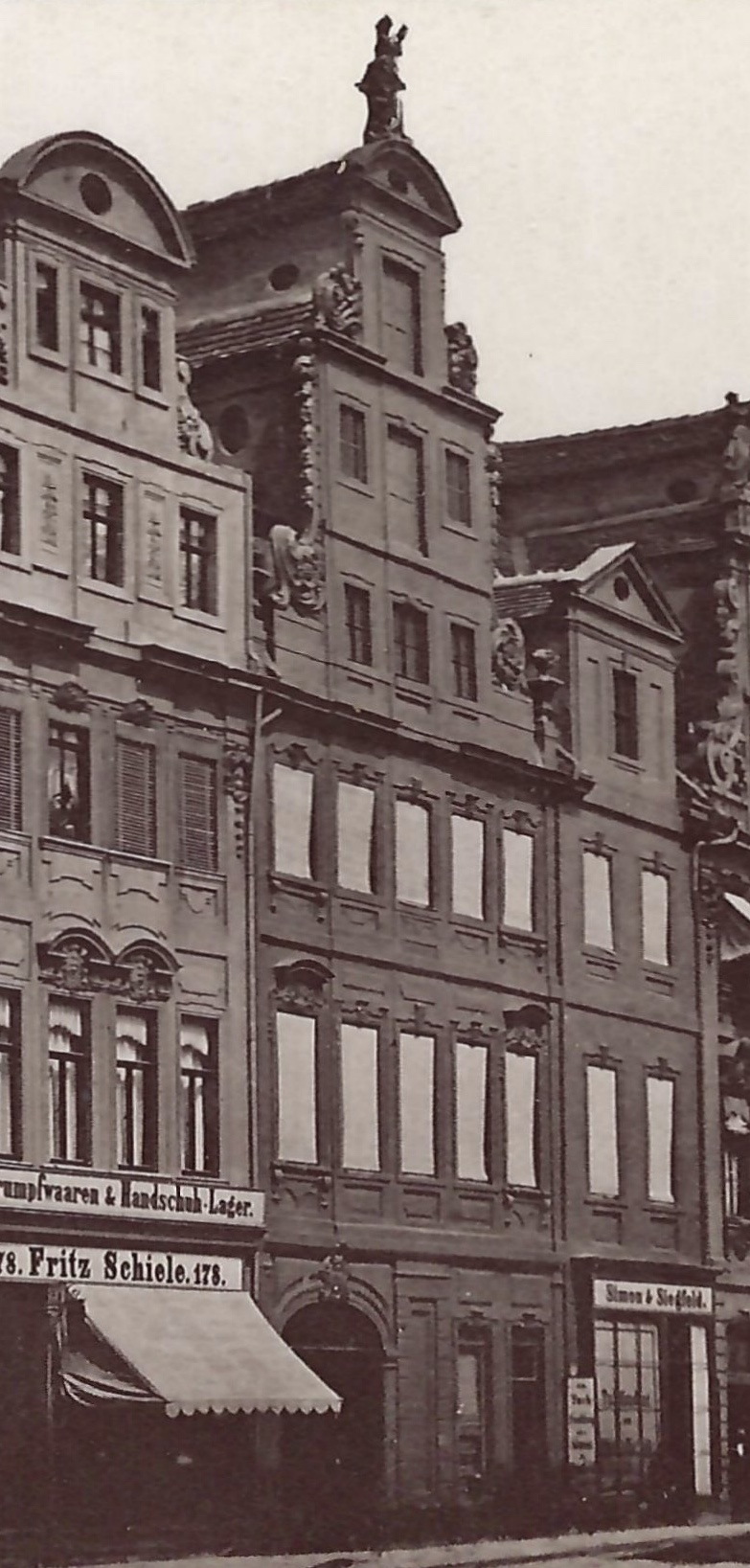
Haus Zu den drei goldenen Schlüsseln, 1890 oder früher

Das Haus Zu den drei goldenen Schlüsseln war ein historisches Gebäude in Magdeburg im heutigen Sachsen-Anhalt. Es wurde im Zweiten Weltkrieg zerstört und gilt als verlorengegangenes Baudenkmal.

## Lage
Das Gebäude befand sich in der Magdeburger Altstadt auf der Westseite des Breiten Wegs an der Adresse Breiter Weg 177. Südlich grenzte das noch heute bestehende Haus Breiter Weg 178 an.

## Geschichte und Architektur
Ursprünglich war das Haus Zu den drei goldenen Schlüsseln ein Brauhaus. Vor dem Jahr 1631 gehörte es den Erben von Andreas Herbst. Später Henning Sieferd (auch Heinrich Sievert). Bei der Zerstörung der Stadt Magdeburg im Jahr 1631 wurde auch dieses Gebäude zerstört. Die Brandstätte veräußerte Sieferd für 500 Taler im Jahr 1645 an den Handelsmann Hans Thiemann. Thiemann bebaute 1650 das Grundstück neu. Er erwarb 1659 die dahinter gelegenen Grundstücke Krügerbrücke 1a und 1b dazu. Sein Erbe wurde bis 1679 sein Sohn, der Gewandschneider Hans Thiemann. Er erwarb von Stephan Lentke dessen Tuchladen, der sich unter dem Rathaus Magdeburg befand und verlegte ihn in das Haus Zu den drei goldenen Schlüsseln. Nach Thiemanns Tod im Jahr 1687 gehörte das Anwesen seinen Erben, die es 1705 an den Kaufmann Heinrich Thiemann für 3000 Taler verkauften. Im Jahr 1709 veräußerte es Thiemann an Christian Mollenhauer, der bis 1723 Eigentümer blieb.
1724 erwarb es Georg Christoph Fabricitus für 5300 Taler. In den Akten heißt es, dass es nachmals abgebrannt und wiederum neu erbauet wäre.

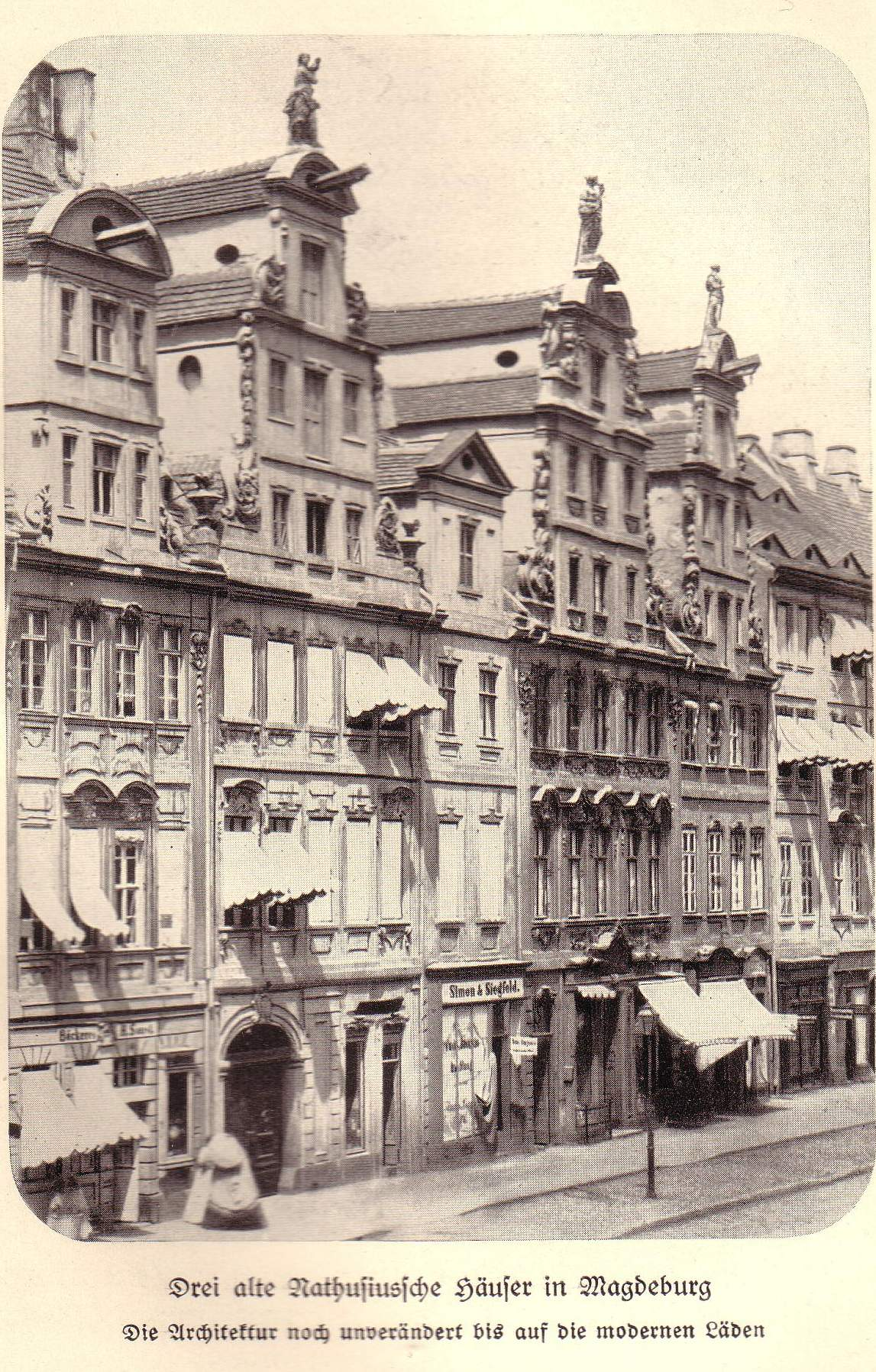
Häuserzeile, Haus Zu den drei golden Schlüsseln als zweites von links

1728 entstand ein dreigeschossiger verputzter barocker Bau. Die Fassade war fünfachsig ausgeführt, wobei die äußeren Achsen durch üppigere Verzierungen hervorgehoben waren. Bekrönt wurde der Bau von einem zweigeschossigen Zwerchhaus, das von seitlichen Voluten geziert wurde. Auf dem Zwerchhaus befand sich eine Skulptur.
Johann Gottlob Nathusius erwarb das Haus im Jahr 1799 für 12.225 Taler, der kurze Zeit später auch die Nachbarhäuser Breiter Weg 176 und Zu den drei Rosen erwarb. Nathusius richtete im Haus eine Tabakfabrik ein, in der 1801 bereits 300 Menschen arbeiteten. Im Haus befand sich auch ein Ladengeschäft von Gottlob Nathusius. Am Dachgiebel war noch der Flaschenzug für das Heraufziehen von Waren vorhanden.
Am 28. August 1813 verlegte Nathusius die Fabrik nach Althaldensleben, um einer erwarteten Belagerung der Festung Magdeburg zum Ende der französischen Besatzungszeit zu entgehen. Nach Ende der Belagerung wurde die Fabrik am 4. Mai 1814 wieder zurückverlegt. Es folgte ein Ausbau der Fabrik. So wurde ein Stampfmühlenwerk eingerichtet, das zum Mahlen des Schnupftabaks diente. Auch eine eigene Seilerei entstand. Etwa 20 bis 25.000 Pfund Rohtabak wurde hier jährlich verarbeitet. Johann Hottlieb Nathusius selbst zog 1810 auf sein Klostergut Althaldensleben um. Nach seinem Tod im Jahr 1835 wurden die bis dahin als Prokuristen tätigen G. A. Hillebrand und Jakop Steinbrück Teilhaber der Magdeburger Fabrik und führten die Geschäfte für die Erben fort. Am 1. Januar 1845 wurde Nathusius Neffe Heinrich Moritz Nathusius Teilhaber der Fabrik. Nachdem Hillebrand und Steinbrück zum 1. Januar 1849 führte er die Fabrik allein fort. Neben der Produktion von Rauch- und Schnupftabak wurde nun auch Zigarren produziert. Zum 1. Januar 1875 wurde sein Sohn Gottlob August Nathusius Teilhaber, der nach dem Tod seines Vater am 27. Dezember 1886 das Unternehmen alleine weiter führte.

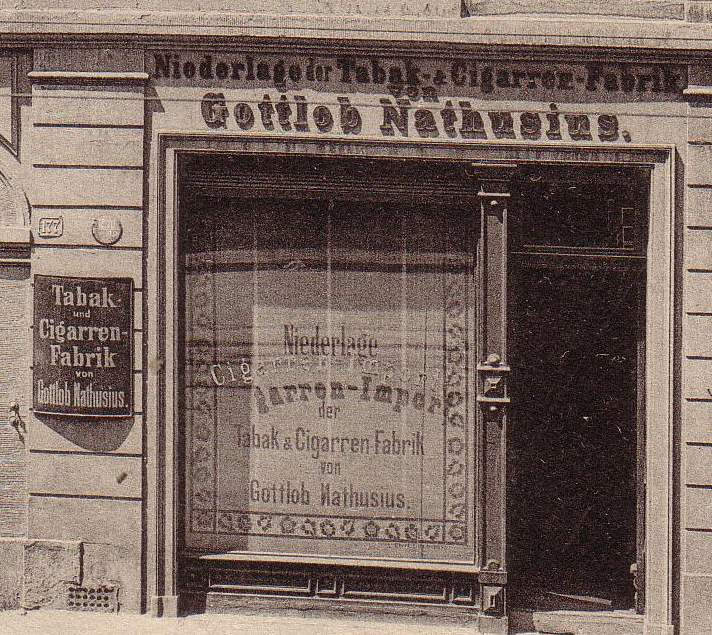
Ladengeschäft um 1900

Die Familie Nathusius blieb so im gesamten 19. Jahrhundert Eigentümer des Gebäudes. Ab dem 1. Januar 1906 wurde die Fabrikation umgestellt und nun ausschließlich Zigarren hergestellt. Die Tabakfabrik wurde jedoch wegen einer Produktionserweiterung und behördlichen Auflagen am 1. April 1906 zum Alten Brücktor 8 bis 10 verlegt.

Gebäudekomplex nach dem Umbau

In den Jahren 1906/1907 wurde der gesamte Block der Familie Nathusius, darunter auch das Haus Zu den drei goldenen Schlüsseln, unter Leitung von Gottlob Moritz Nathusius umgebaut. Die Volutengiebel der Häuser Nummer 175 und 177 wurden dabei getauscht, die Häuser auf vier Vollgeschosse aufgestockt. Letztlich wurden die drei Häuser zu einem zehnachsigen Bau vereinigt, wobei die Fassadengestaltung weiterhin unterschiedliche Häuser andeutete. Der Hausstein Zu den drei goldenen Schlüsseln wurde wieder oberhalb der Toreinfahrt eingefügt. Andere Angaben nennen als Zeitpunkt des Umbaus das Jahr 1911. Im 2. Obergeschoss des Gesamtkomplexes entstanden 1928 Verkaufsräume. Der Häuserkomplex gehörte bis 1945 der Erbengemeinschaft Nathusius, zu der neben Gottlob Nathusius auch seine Schwester Marga Kokott und Margarete Nathusius, geborene Polte, gehörte. Im Haus befanden sich bis 1944/1945 diverse geschäftliche Mieter, so die Berliner Lebensversicherungsanstalt AG die Elektrogroßhandlung H. A. Bunke sowie der Damenhutgroßhandel J. Schröder. Außerdem waren zwei Rechtsanwälte, der Facharzt P. Feist, die Koffer- und Lederwarenhandlung G. A. Krause und das Geschäft für Damen- und Mädchenbekleidung Paul Wehmeyer ansässig.

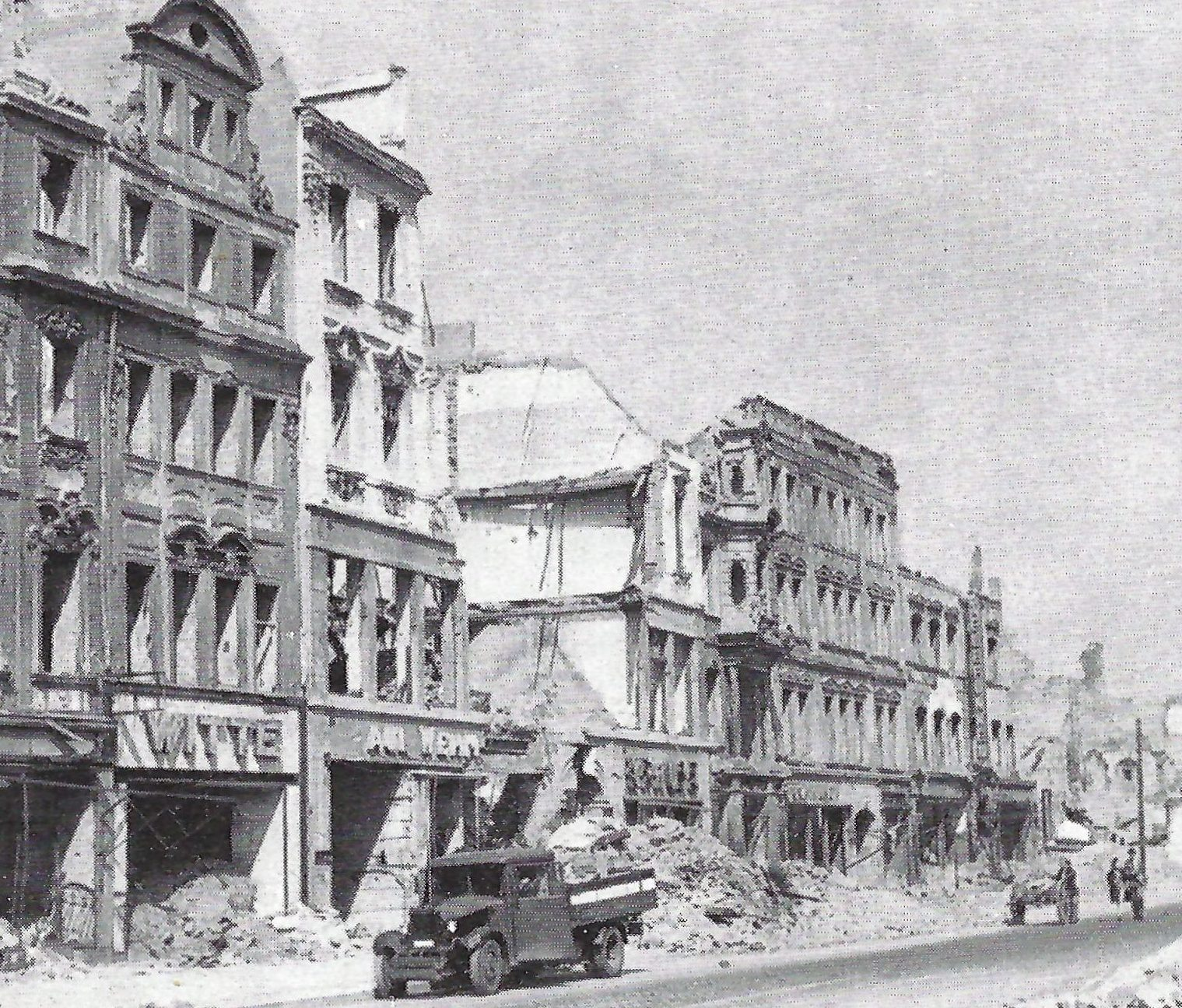
Ruine des Hauses

Während des Zweiten Weltkriegs wurde das Haus Zu den drei goldenen Schlüsseln bei einem Luftangriff am 28. September 1944 zwischen 12.18 und 13.20 Uhr durch eine Sprengbombe schwer beschädigt. Weitere Zerstörungen erfolgten beim Luftangriff auf Magdeburg am 16. Januar 1945.
Auch noch nach 1945 war die Fabrik für Berufsbekleidung Emil Bischoff zunächst auf dem Grundstück ansässig, verzog später jedoch in die Matthissonstraße nach Stadtfeld Ost.
In der Zeit um 1946 bargen städtische Mitarbeiter unter der Leitung des Heimatforschers Werner Priegnitz aus den Trümmern der Hausstein des Gebäudes, der dann eingelagert wurde. Die Reste der Bebauung wurden später vollständig abgerissen und durch einen modernen Wohnungsneubau ersetzt.